# Atletika na Letních olympijských hrách 1972 – 800 metrů muži
 Běh na 800 metrů mužů na Letních olympijských hrách 1972 se uskutečnil ve dnech 31. srpna až 2. září  na v Mnichově. Vítězem se stal americký běžec Dave Wottle, stříbrnou medaili získal sovětský závodník Jevgenij Aržanov a bronz Mike Boit z Keni.

## Výsledky finálového běhu
| *                | jméno              | země                           | čas     |
| ---------------- | ------------------ | ------------------------------ | ------- |
| Zlatá medaile    | Dave Wottle        | Spojené státy americké         | 1:45,86 |
| Stříbrná medaile | Jevgenij Aržanov   | Sovětský svaz                  | 1:45,89 |
| Bronzová medaile | Mike Boit          | Keňa                           | 1:46,01 |
| 4                | Franz-Josef Kemper | Západní Německo                | 1:46,50 |
| 5                | Robert Ouko        | Keňa                           | 1:46,53 |
| 6                | Andy Carter        | Velká Británie                 | 1:46,55 |
| 7                | Andrzej Kupczyk    | Polsko                         | 1:47,10 |
| 8                | Dieter Fromm       | Německá demokratická republika | 1:47,96 |

Na start této disciplíny se postavilo v osmi rozbězích celkem 60 běžců. Do tří semifinálových běhů postoupili vždy první tři běžci z rozběhů. V semifinále znamenal postup umístění na prvních dvou místech a další dva nejrychlejší běžci. 
Vítěz Dave Wottle ve finále běžel nejdříve na konci startovního pole a teprve po 500 metrech se začal propracovávat dopředu. V posledních metrech před cílem předstihl do té doby vedoucího sovětského závodníka Aržanova, kterého porazil o 3 setiny sekundy. Závod běžel v golfové čepičce, aby mu nepřekážely dlouhé vlasy. Měl ji i během dekorování medailemi a hraní hymny USA, za což se později omluvil. 
Jediným československým reprezentantem v této disciplíně byl Jozef Plachý, který skončil ve druhém semifinále na třetím nepostupovém místě.